# SS Argus
Az SS Argus egy amerikai szénszállító gőzhajó volt, amely a Nagy-tavakon közlekedett. 1913. november 9-én süllyedt el a Huron-tavon az 1913-as nagy viharban. 
A hajót 1905-ben építették Ohióban, súlya több mint 4000 tonna, hossza pedig 133 méter volt. Elsüllyedése idején is szenet szállított, de a hajó acélszerkezete nem bírta az erős szelet és a hullámokat, emiatt kettétört. A balesetben a legénység 25 tagja mind odaveszett.
A hajó roncsait egy helyi orvos találta meg az Ontario tartománybeli Bayfield partjainak közelében.